# 范銳
范銳（1913年—2015年），中華民國交通界人士，曾任臺灣鐵路管理局局長。

## 生平
1937年，范銳於北平交通大學鐵路管理學院畢業。1948年，台鐵局正式成立時，范銳即擔任公關主任。1970年1月，范銳升任運務處長；10月，范銳再升任台鐵副局長。
1976年，范銳由台鐵副局長升任台鐵局長。范銳在台鐵局長任內完成鐵路電氣化，使火車從北臺灣到南臺灣的行車時間大幅縮短，增加了便利性；1980年，范銳在台鐵局長任內退休。

## 去世
2015年11月20日，范銳於美國加州洛杉磯縣哈仙達崗病逝，享壽103歲。

## 外部連結
| 中華民國政府職務 | 中華民國政府職務                               | 中華民國政府職務 |
| ---------------- | ---------------------------------------------- | ---------------- |
| 行政院           |                                                |                  |
| 前任： 陳德年    | 台鐵局局長 第九任 1976年6月16日－1980年3月15日 | 繼任： 董 萍     |